# Essex (Connecticut)
Essex est une ville située dans le comté de Middlesex, dans l'État du Connecticut, aux États-Unis. Lors du recensement de 2010, Essex avait une population totale de 6 683 habitants. Elle se compose de trois villages : Essex Village, Centerbrook et Ivoryton.

## Géographie
Selon le Bureau du Recensement des États-Unis, la superficie de la ville est de 11,86 milles carrés (30,72 km2), dont 10,40 milles carrés (26,94 km2) de terres et 1,45 milles carrés (3,76 km2) de plans d'eau (soit 12 %).

## Histoire
Essex faisait partie de la colonie de Saybrook. Elle devient une municipalité en 1852. Son nom est une référence au comté anglais d'Essex.

## Démographie
| 1850 | 1860  | 1870  | 1880  | 1890  | 1900  |
| ---- | ----- | ----- | ----- | ----- | ----- |
| 950  | 1 764 | 1 669 | 1 855 | 2 035 | 2 530 |

| 1910  | 1920  | 1930  | 1940  | 1950  | 1960  |
| ----- | ----- | ----- | ----- | ----- | ----- |
| 2 745 | 2 815 | 2 777 | 2 859 | 3 491 | 4 057 |

| 1970  | 1980  | 1990  | 2000  | 2010  | - |
| ----- | ----- | ----- | ----- | ----- | - |
| 4 911 | 5 078 | 5 904 | 6 505 | 6 683 | - |